# 日本とケニアの関係
日本とケニアの関係（スワヒリ語: Uhusiano kati ya Japan na Kenya、英語: Japan–Kenya relations）は日本とケニアの二国間関係を指す。
在ケニア日本大使館はナイロビのアッパーヒルに、駐日ケニア大使館は東京都目黒区に所在する。
なお現在、在ケニア日本国大使館は在エリトリア日本国大使館、在セーシェル日本国大使館、在ソマリア日本国大使館を兼轄している。

## 歴史
1963年にケニアが独立した直後に日本は国家承認をし、翌年ナイロビに在ケニア日本国大使館を開設した。駐日ケニア大使館は1979年に開設された。
ナイロビにはアフリカ最大級の日本人コミュニティがあり、2009年のナイロビ在住の日本人は633人であった。国際協力機構、日本貿易振興機構、国際協力銀行などの日本の機関はナイロビに地域本部を置いている。

## 経済関係
2011年の東日本大震災の際には、ケニアは日本に8200万ケニア・シリング（100万ドル）の支援金を送った。
また、2013年から翌年にかけてはトヨタ自動車、ホンダ自動車が相次いで現地に生産工場を建設した。
2015年までの日本からケニアへの開発援助の累積額は有償資金協力が3,803.19億円、無償資金協力が1,253.65億円、技術協力が1,192.56億円となっている。

### 貿易
日本からケニアへの輸出は年間631.3億ケニア・シリング（約6億9100万ドル）に及び、多くが乗用車や機械類である。
一方、ケニアから日本への輸入は年間24.6億ケニア・シリング（約2700万ドル）に及び、主に切り花・紅茶・コーヒー・魚切身・ナッツ類を輸入している。

## 外交使節

### 駐日ケニア大使
| 代 | 氏名                                   | 在任期間        | 官職名       | 備考                              |
| -- | -------------------------------------- | --------------- | ------------ | --------------------------------- |
| 1  | シャドラック・キプテナイ・キマレル     | 1974年 - 1978年 | 特命全権大使 | 信任状捧呈は10月28日 初代本邦駐在 |
| 2  | ジヨシュア・シダンバシ・オダンガ       | 1978年 - 1979年 | 特命全権大使 | 信任状捧呈は5月25日               |
| 3  | ケファ・オニョニ                       | 1979年 - 1984年 | 特命全権大使 | 信任状捧呈は4月10日               |
| 4  | フィリップ・ギチュル・ギトンガ         | 1984年 - 1989年 | 特命全権大使 | 信任状捧呈は4月12日               |
|    | ジョン・D・オデデ                      | 1989年          | 臨時代理大使 |                                   |
| 5  | スティーブン・カパアイ・オーレ・レケン | 1989年 - 1995年 | 特命全権大使 | 信任状捧呈は10月31日              |
| 6  | サムソン・キプコエッチ・チェマイ       | 1996年 - 1997年 | 特命全権大使 | 信任状捧呈は3月18日               |
| 7  | エスター・ムシャイ・トレ               | 1998年 - 1999年 | 特命全権大使 | 信任状捧呈は5月15日               |
| 8  | メアリー・ドンデ・オディンガ           | 2000年 - 2003年 | 特命全権大使 | 信任状捧呈は9月6日                |
|    | クリストファー・カルンバ・ブル         | 2003年 - 2004年 | 臨時代理大使 |                                   |
| 9  | デニス・ノエル・オドゥヤ・アウォリ     | 2004年 - 2009年 | 特命全権大使 | 信任状捧呈は3月11日               |
|    | アラン・ワァウエル・ムブル             | 2009年 - 2010年 | 臨時代理大使 |                                   |
| 10 | ベンソン・ヘンリー・オウマ・オグトゥ   | 2010年 - 2014年 | 特命全権大使 | 信任状捧呈は7月15日               |
|    | ポール・カムウェル・ンドゥング         | 2014年          | 臨時代理大使 |                                   |
| 11 | ソロモン・カランジャ・マイナ           | 2014年 - 2020年 | 特命全権大使 | 信任状捧呈は12月19日              |
|    | フェスタス・ワングエ・ムチャンジ       | 2020年 - 2021年 | 臨時代理大使 |                                   |
| 12 | タブ・イリナ                           | 2021年 - 2024年 | 特命全権大使 | 信任状捧呈は5月24日               |
|    | アーサー・アマヤ・アンダンビ           | 2024年          | 臨時代理大使 |                                   |
| 12 | モイ・レモシラ                         | 2024年 -        | 特命全権大使 | 信任状捧呈は11月7日               |